# 汪能安
汪能安（1960年—2009年3月24日），中華民國海軍少將、臺大EMBA碩士，畢業於海軍官校70年班，為該年班最早晉升少將者（94/01/01），也是負責紀德級驅逐艦戰隊的創隊戰隊長，曾任海軍宜陽軍艦首任艦長、海軍海鋒大隊長、海軍官校學生總隊長、海軍官校教育長、海軍261戰隊首任戰隊長、海軍168艦隊副艦隊長、海軍2007年敦睦支隊支隊長、參謀本部聯演中心主任，卻在2009年3月24日於衡山指揮所值完全日高勤後，跑步運動時可能是心臟病發，送醫不治，震驚各界。

## 生平事蹟
汪氏曾就讀國立臺灣大學在職碩士，並在軍中兩次曾任首任職位者之輝煌紀錄，即海軍宜陽號巡防艦首任艦長與海軍261戰隊首任戰隊長，任內對籌建海軍261戰隊有著重大功績與深遠貢獻。

## 後續發展
國防部常務次長林於豹中將指稱汪能安猝死與體能測驗沒有直接關係，不過民進黨籍立委薛凌爆料，指國防部發言人虞思祖少將親口向她證實，「汪能安確實穿運動服送醫」，薛凌痛罵，馬英九總統一個口令，已經害死一個少將，現在國防部居然為了拍馬屁，讓林於豹公然說謊！
國防部常務次長林於豹後在立法院再度澄清表示，目前初步判定汪能安疑似心肌梗塞，跟體能測驗沒有直接關係，也跟跑步無關，至於是不是過勞死，還需要進一步判定。
薛凌指出，汪能安為了達到馬總統要求「國軍新版體測標準」，在連續工作27小時之後，進行自我跑步訓練，根據國軍「戰報」的登錄時間，汪能安在24日上午7時30分完成交接，而衡山指揮所到汪的辦公室步行僅需5分鐘，但他卻是在7時55分抵達辦公室，隨後感到不適，跌倒陷入昏迷。